# Claus-Peter Werner

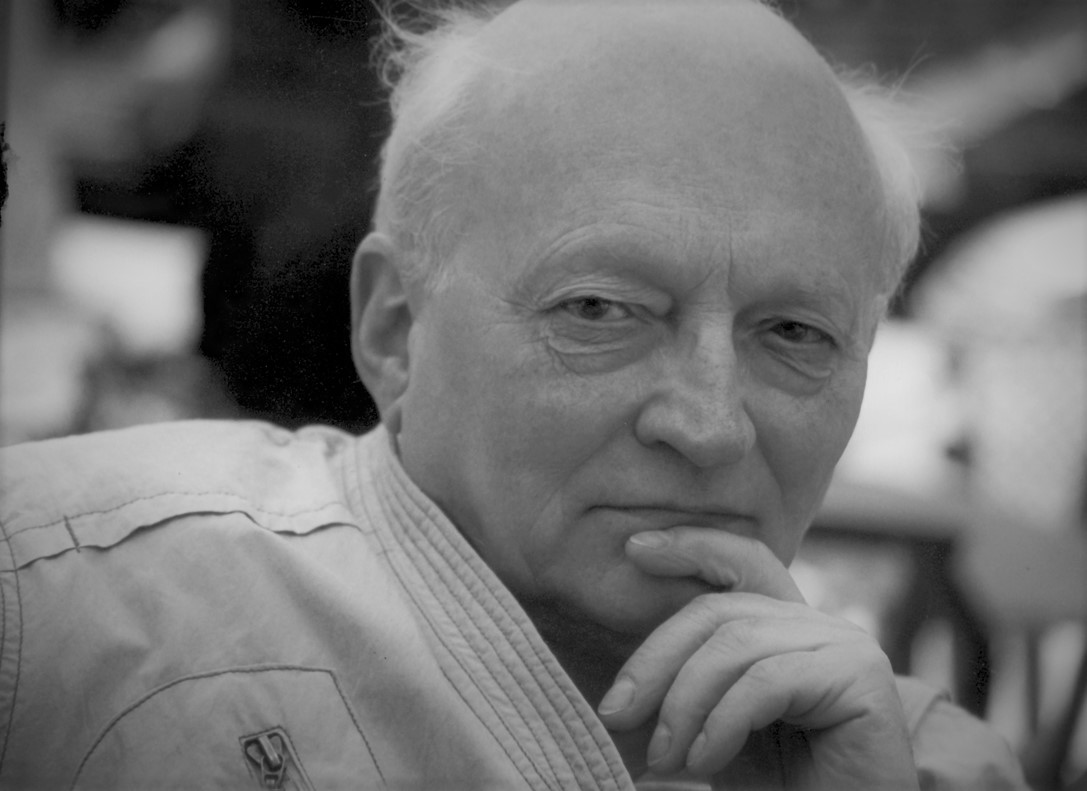
Claus-Peter Werner, Architekt

Claus-Peter Werner (* 19. Mai 1927 in Gleiwitz, Oberschlesien; † 18. Juni 2015 in Berlin) war ein deutscher Architekt, der nach dem Zweiten Weltkrieg überwiegend in Berlin und in den 1950er Jahren in Nordkorea lebte und arbeitete. Seine Werke für den Wohn-, Industrie- und Gesellschaftsbau nachvollziehen typische Nachkriegsentwicklungen im Sinne einer Zeitgeschichte.

## Lebensweg
Claus-Peter Werner ist als Sohn von Helene Werner, geb. Poloczek und Erich Werner in der deutschen Grenzstadt Gleiwitz in Oberschlesien geboren und aufgewachsen. Sein Vater Erich Werner war in den 1920er Jahren Schlesischer Meister im 100-Meter-Lauf und Olympiakader; Deutschland war dann jedoch wegen des Ersten Weltkrieges nicht zur Olympiade zugelassen worden.
Claus-Peter Werner besuchte eine Volksschule in Gleiwitz, anschließend das Gymnasium. Am 1. September 1939 brach der Zweite Weltkrieg aus. Als Vorläufer diente der fingierte Überfall Polens auf den Sender Gleiwitz und der Beschuss der Westerplatte vor Danzig. Das war für Claus-Peter Werner eine besondere Situation: die Familie wohnte etwa 15 Minuten Fahrweg von der Grenze zu Polen entfernt und erlebte die Vorgänge hautnah.
Als Schüler erfolgte die Einberufung zur Heimatflak, stationiert auf dem Gleiwitzer Flughafen, der bereits dem Fronteinsatz diente. Die Luftalarme lösten sich Tag und Nacht ab. Zwischendurch fand aber auch der Schulunterricht statt. Die Schüler wurden abgestellt zum „Panzergraben-Schippen“ nach Andreashütte, dann folgte die Einberufung zum „Reichsarbeitsdienst“ (RAD) nach Krzepize / Warthegau in ein Partisanengebiet mit ständigem Alarm.
Am 12. Januar 1945 begann die sowjetische Winteroffensive. Die Wehrmachtseinheit mit Claus-Peter Werner wurde sofort an die Front abkommandiert. Er war bis zum Kriegsende 1945 an unterschiedlichen Frontabschnitten im Einsatz. Seine Gefangennahme erfolgte durch die US-Armee, die ihn in ein Gefangenenlager an den Rheinwiesen brachte.
Werner entschloss sich dort angekommen zur Flucht aus diesem Lager an den Rheinwiesen. Ihm gelang seine Flucht in Richtung Thüringen, und er hat am 10. August 1945 eine vorläufige Bleibe in Gräfenroda gefunden. Der  Bürgermeister und dessen Bruder (er besaß als Bibelforscher eine kleine, aber gute öffentliche Bibliothek) unterstützten ihn. So konnte er unmittelbar beginnen, einen Teil seiner jugendlichen Versäumnisse im Schulbesuch nachzuholen und sich auf einen Beruf vorzubereiten. Ab 20. August 1945 begann er zunächst eine Tätigkeit als Bauhilfsarbeiter in Gräfenroda.
Im Oktober 1945 trafen seine Mutter und seine Schwester Susanne als weitere Teile der getrennten Familie Werner ein. Man bekam eine kleine Wohnung mit Wohnküche und einem Zimmer, und die Mutter arbeitete in der Nähstube für Flüchtlinge. Im Oktober 1947, nach fast dreijähriger Internierung, traf der Vater schwer erkrankt bei seiner Familie ein.
Im Januar 1953 gingen die Eltern über West-Berlin nach West-Deutschland. Sie wohnten in Rieden / Eiffel, in Mayen, und sie zogen schließlich im Oktober 1959 wieder nach West-Berlin, um in der Nähe der Kinder zu leben. Dann folgte 1961 der Mauerbau, und somit wurden der in Ost-Berlin lebende Claus-Peter Werner und seine Schwester von den Eltern erneut getrennt. Der Vater verstarb am 6. Februar 1984 und die Mutter nach dem Mauerfall am 1. Juli 1991. Beide wurden im Familiengrab auf dem Auferstehungsfriedhof Berlin-Weißensee beigesetzt. Dieses schließt auch die Ruhestätte des früh verstorbenen Schwagers und bekannten Berliner Künstlers Ingo Kirchner mit ein.
In den Jahren nach Gleiwitz wohnte Claus-Peter Werner ab:
- August 1945 in Gräfenroda,
- September 1946 in Berlin-Weißensee,
- April 1955 in Hamhung in Nordkorea,
- März 1957 in Ost-Berlin.

## Ausbildungsgang
Im August 1946 bestand Claus-Peter Werner die Eignungsprüfung für das Fach Architektur  an der neugegründeten Hochschule für angewandte Kunst in Berlin-Weißensee. Im September 1946 ist Studienbeginn bei Professor Gehring, Baurat aus Bielefeld. Vorlesungen und praktische Entwurfsarbeit beginnen parallel: es entstehen Architekturentwürfe für kleinere und größere Wohnhäuser, Landwirtschaftsbauten und allgemeine Funktionsgebäude. Er fertigt auch Entwürfe für einen „Verkehrspavillon“ an und findet damit große Anerkennung bei seinem Professor.
Nach dem Sommersemester 1948 verlässt Professor Gehring die Hochschule, um wieder nach Bielefeld zurückzugehen. Als Nachfolger kommt der 38-jährige Bauhäusler und Mies-van-der-Rohe-Schüler Herbert Hirche und wird bald Professor. Nach dem Sommersemester 1949 wechselt Claus-Peter Werner in ein Architekten-Praktikum zu Hans Scharoun – Stadtbaurat, Direktor des Instituts für Bauwesen bei der Deutschen Akademie der Wissenschaften zu Berlin (DAW) und zugleich Professor an der TH Berlin-Charlottenburg, späterer Architekt der Berliner Philharmonie. Dort arbeitet Werner an einem Entwurf für ein Lehrlingswohnheim für Rotensee, danach wird er dem Oberbauleiter Wagner bei der Errichtung des „Institutsgebäudes“ der Akademie, Hannoversche Straße 28–30 zugeordnet (von 1951 bis 1973 Sitz der Deutschen Bauakademie, danach als Ständige Vertretung der Bundesrepublik Deutschland bei der DDR genutzt). Bei Scharoun erhielt er intensive „Privatvorlesungen“. Da Scharoun 1949 an der Entwicklung des kriegszerstörten Bereiches Frankfurter Allee in Berlin mitarbeitete, übertrug er den Bau des städtebaulichen Modells an Claus-Peter Werner. Mit diesem Modell konnte Scharoun beim Berliner Oberbürgermeister Friedrich Ebert allerdings nicht überzeugen, es war nach dessen Ansicht keine „realsozialistische Planung“. Jedoch ein Jahr später (1950) wurde dieses Modell in einer Ausstellung von Planungen zum Wiederaufbau kriegszerstörter Städte, wie z. B. Rotterdam, Coventry, Edinburgh usw. im Amerika-Haus in  West-Berlin gezeigt und fand hier starke Resonanz. Das Modell wurde in den 1990er Jahren noch einmal als Fotomontage 3 × 5 m groß an der Wand der Eingangshalle angebracht.
Werner schließt seine Vordiplomarbeit bei Professor Hirche im Frühjahr 1950 ab: Planung eines Wohngebietes, Bearbeitung eines Einfamilienhauses und dazugehörige Statik und  Konstruktion. Als theoretische Arbeit dazu eine Kunstanalyse über das Schloss Sanssouci und Georg Wenzeslaus von Knobelsdorff. Er erhält ein Aspirantenstipendium und muss bis Frühjahr 1951 die Diplomprüfung ablegen. Als Diplomaufgabe bekam er die Planung eines „Hauses des Kulturbundes“, Standort in Berlin: Unter den Linden / Friedrichstraße / Behrenstraße bis zur Komischen Oper.
Seit Frühjahr 1949 lief die Diskussion über den Sozialistischen Realismus. Eine Reihe von Dozenten wechselte in der Weißenseer Hochschule für angewandte Kunst, u. a. verlässt der ehemalige Rektor Jan Bontjes van Beek die Institution.
Betreuer der Diplomarbeit war als Nachfolger von Professor Hirche (dieser kündigte 1950 wegen der „Formalismusdebatte“)  Professor Selman Selmanagić, ebenfalls „Bauhäusler“ und „Mies-van-der-Rohe-Schüler“. Im April 1951 waren Studium, Praktika und Diplomarbeit  abgeschlossen, sodass Claus-Peter Werner den akademischen Grad als Diplom-Architekt erlangte.

## Berufstätigkeit als Architekt
Am 30. April 1951 begann Werner seine Tätigkeit an der neugebildeten Deutschen Bauakademie, gedacht als Nachfolgeeinrichtung der Berliner Bauakademie, später Schinkelsche Bauakademie genannt, in der Meisterwerkstatt bei Professor Richard Paulick. Ziel seiner weiteren Qualifikation war die Promotion. Paulick lernte er schon bei Scharoun kennen, er war damals gerade aus seiner Emigration aus China zurückgekehrt. In der Bauakademie begegnete Werner auch dem Architekten Hermann Henselmann, der hier als Abteilungsleiter tätig war und später mit Bauten in der Stalin-Allee und um den Alexanderplatz sowie mit den Unihochhäusern City-Hochhaus Leipzig und Jentower und schließlich mit dem Berliner Fernsehturm bekannt wurde.
Zwischenzeitlich wechselte Werner in das Entwurfsbüro für den Neubau von Stalinstadt, jetzt Eisenhüttenstadt. Nach dem Aufstand vom 17. Juni 1953 wurde dieser Betrieb jedoch aufgelöst. Im Frühjahr 1954 trat Werner daher eine Stelle als Architekt/Investbauleitung/-kontrolle beim Amt für Jugendfragen in der Regierungskanzlei an; Staatssekretariat Walter Ulbricht. Es war für ihn eine vielseitige interessante Zeit, er war fachlich anerkannt und ausgelastet. Kurze Zeit später erkrankte der Abteilungsleiter, und er übernahm für längere Zeit die Leitung. Mit Walter Ulbricht war seine Zusammenarbeit schwierig. Zum 7. Oktober überreichte dieser dem „Genossen Werner“ eine größere Prämie. Als der ihm sagte, er wäre kein „Genosse“, meinte Ulbricht: „macht nichts, macht nichts“ und entließ ihn huldvoll.
Im Frühjahr 1955 ging Werner nach Nordkorea, um Planung und Aufbau der im Krieg völlig zerstörten Hafenstadt Hamhŭng mitzugestalten. Bei einem Urlaub in Berlin heiratete Werner Anfang 1956, und das Ehepaar kehrte gemeinsam zurück nach Korea. Hier übernahm Werner die Leitung für die gesamte Hochbauplanung, zusammen mit 14 deutschen und 70 koreanischen Kollegen. Anfang 1957 erfolgte die endgültige Rückkehr nach Berlin, hier wurde die erste Tochter geboren. 1965 war die Geburt der zweiten Tochter Christiane Werner.
Ab Mai 1957 arbeitete Werner dann im Entwurfsbüro der Deutschen Akademie der Wissenschaften zu Berlin (DAW) als Architekt und schrieb parallel an seiner Dissertation.
Werner bekam 1965 die Möglichkeit, an die Humboldt-Universität zu Berlin (HUB) zu wechseln, hier die generelle Planung der Universitätsbauten zu realisieren und parallel dazu an der TU Dresden zu promovieren.
Ende März 1965 schied er daher bei der DAW aus. Zwischenzeitlich war Professor Engelberger verstorben, der seine Doktorarbeit betreut hatte. Um die Dissertation zu beenden, arbeitete er weiterhin an seinem Text, tauschte mit seinem neuen Betreuer, der an seiner eigenen Habilitation arbeitete, die Ergebnisse aus. Da verschwand dieser auf einer Dienstreise nach Hannover und hatte dabei die Dissertationsunterlagen von Werner mitgenommen; Werner gab sein Promotionsvorhaben nun endgültig auf.
1968 erhielt Werner das Angebot, eine Stelle als Leiter der Abteilung Industrie- und Gesellschaftsbau anzunehmen und arbeitete von da an im „Bau- und Montagekombinat Ost, Betriebsteil Industrieprojektierung Berlin“ als „Leitingenieur für Industrieplanung“, zuständig für die Bezirke Frankfurt (Oder), Cottbus und Potsdam. Ab 1977 übernahm er die Abteilung „Wissenschaft und Produktion“ und war in den 1980er Jahren dem Betriebsdirektor direkt unterstellt.
Das „Wendejahr 1989“ verbrachte Werner wegen eines Herzinfarktes mit Bypass-OP weitgehend in Krankenhäusern in Leipzig und Berlin. Nach seiner Entlassung zu Weihnachten 1989 trat der bis dahin parteilose Werner im Januar 1990 der SPD bei. Seit April 1990 arbeitete Werner als freiberuflicher Architekt.

## Werk

### Werkübersicht
Claus-Peter Werner arbeitete bei seinen Architekturwerken hauptsächlich auf folgenden vier Ebenen:
- Mitarbeiter (M)
- Autor und Autorenkontrolle (A+AK)
- Gemeinsame Planung (GPl)
- Leitung (L).

Werners Werke als Architekt nach dem Zweiten Weltkrieg für den Wohn-, Industrie- und Gesellschaftsbau lassen zugleich auch typische Nachkriegsentwicklungen im Sinne einer Zeitgeschichte erkennen.

### Werkauswahl
- 1949 „Institutsgebäude“ Hannoversche Straße 28–30 in Berlin-Mitte für das Institut für Bauwesen (Direktor: Hans Scharoun) der Deutschen Akademie der Wissenschaften zu Berlin (DAW), ab 1951 Sitz der neu gegründeten  Deutschen Bauakademie (DBA). Gebäude erlangte historische Bedeutung für die Deutsche Wiedervereinigung als Ständige Vertretung der Bundesrepublik Deutschland bei der DDR (A+AK)
- 1949 im Auftrag von Hans Scharoun: Bau des Städtebaulichen Modells zur Entwicklung des kriegszerstörten Bereiches „Frankfurter Allee“, Berlin (A+AK)
- Industriebauanalyse für das Industriegebiet „Weißensee / Gehringstraße-Schwarzelfenweg“ (M)
- 1950 Voruntersuchungen für einen Hochschulneubau für die „Hochschule für angewandte Kunst in Berlin-Weißensee“, im Auftrag des neuen Rektors Mart Stam, Holländer und ehemaliger Bauhausdozent (GPl)
- 1950/51 Planung eines „Hauses des Kulturbundes“, Standort in Berlin: Unter den Linden / Friedrichstraße / Behrenstraße bis zur Komischen Oper. Diplomaufgabe bei Professor Selman Selmanagić, Bauhäusler und Mies-van-der-Rohe-Schüler (A+AK, GPl)
- 1951 Planung einer großen „Sporthalle Berlin“ in der ehemaligen Stalin-Allee (jetzt Karl-Marx-Allee). Diese Halle wurde als „Deutsche Sporthalle“ für die III. Weltfestspiele der Jugend und Studenten 1951 in weniger als 5 Monaten errichtet, später in „Klub der Jugend und Sportler“ umbenannt, aber bereits 1972 wegen Einsturzgefahr wieder abgerissen.[1] (M)
- 1952 Beginn des Wiederaufbaus der Staatsoper in Berlin. Auf Grundlage seiner Kunstanalyse von 1950 über Sanssouci / Knobelsdorff wurde Werner mit der Sichtung Knobelsdorffscher Unterlagen in Potsdam beauftragt bei Professor Curth. (M)
- 1953 Entwurfsbüro für den Neubau von Stalinstadt (jetzt Eisenhüttenstadt): „Wohnungsbau“ und „Schwesternwohnheim / Krankenhaus“ (M, A+AK, L)
- Planung von Massivbauten für 50 Kinderferienlager (GPl, L)
- Investbauleitung für die Jugendhochschule Bogensee (ehemals Privatbesitz von Goebels) (A+AK, GPl, L) und die Pionierrepublik Werbellinsee (GPl, L)

1954 bis 1957 Nordkorea, Neuaufbau der kriegszerstörten Stadt Hamhŭng
Hamhŭng ist eine Hafenstadt in Nordkorea mit rund 700.000 Einwohnern und nach der Hauptstadt Pjöngjang die zweitgrößte Stadt des Landes:
- eingeschossige Stadtrandsiedlung (Einzel-, Doppel- und Reihenhaus-Anordnung, Kinderkrippen und -gärten), alles Lehmbauweise mit luftgetrockneten Ziegeln (M)
- erstes Kaufhaus für Hamhŭng, Planung und Bau (A+AK, GPl, L)
- Planung und Ausführung von 2- und 3-geschossigen Wohnbauten, teilweise Lehmbau bzw. geschoßhohe Fertigbauteile. Planziel 1956: 5.000 Wohnungen, wurde nahezu erreicht (A+AK, GPl, L)
- 1958 Planung „Technische Hochschule Hamhŭng“ (heute Hamhŭng University of Chemistry) im Auftrage des Baustabes Korea, (GPl). Es wurden gebaut: 7 Internatsgebäude, Institutsgebäude für Chemie, Institutsgebäude für Ökonomie, Hörsaalkomplex (kegelförmige Anordnung), (A+AK, GPl). Eine Weiterbearbeitung wurde jedoch eingestellt wegen entstandener Differenzen zwischen UdSSR / VR China (Korea war abhängig von China).

Ende der Arbeiten für Nordkorea
- 1958 Tiergesundheitsamt (TGA) Potsdam: Bauplanung durch massive LPG-Gründungen (Viehhaltung, Offenställe) erforderlich, komplexe Anlage für Klein- und Großtieruntersuchungen, OP-Bereich und Verweildauer; wurde kommentarlos eingestellt (A+AK, GPl, L).
- 1958 Institut für Bodenkunde / Forstwirtschaftliche Hochschule Eberswalde (1959 auf Parteibeschluss eingestellt), (GPl)
- 1958 Kriegsbeschädigtes Preußenhaus, Leipziger Straße in Berlin, denkmalgeschützte Anlage; Bismarck-Flügel wird für das „Institut für Wirtschaftswissenschaften“ der Deutschen Akademie der Wissenschaften zu Berlin (DAW) umgebaut (Direktor Fred Oelsner, zeitweise in Ungnade gefallen), (A+AK, GPl, L)
- 1960 Funkempfangsanlage Wilmersdorf / Bernau für das Außenministerium (totale Eigenversorgung, Standort bereits von Albert Speer vorgemerkt), direkte Verbindung zur Waldsiedlung des Politbüros der SED in Wandlitz; diese war gleichzeitig im Bau (A+AK, GPl, L)
- 1963 bis 1965 Komplex-Abteilung mit 42 Mitarbeitern: Institut für Kulturpflanzenforschung Gatersleben, Institut für Saatgutforschung Groß-Lüsewitz, OP-Trakt Geschwulstklinik Berlin-Buch (DAW), Brikettierungsanlage für die Braunkohle, Seismographenstation Jena, Universitäts-Frauenklinik Greifswald (eingestellt zu Gunsten von Militärärzten), (GPl, L)
- ab 1965 Planungen zur Verlegung der Humboldt-Universität nach Berlin-Blankenburg, der Medizinischen Fakultät nach Berlin-Buch. Claus-Peter Werner hält dies für Phantastereien, an denen schon Albert Speer gescheitert ist: städtische Erschließungsanschlüsse fehlen. Ein erster Abschnitt einer Ingenieurhochschule wird geplant und gebaut; dann geht die Finanzierung  aus (GPl)
- Anschließend wird ein „Naturwissenschaftliches Zentrum“ in Berlin-Friedrichsfelde, gegenüber dem Tierpark geplant. Wünsche über Wünsche, so dass eine Plan-Bausumme von 1,250 Mrd. Mark entsteht, die nur zu Teilen umsetzbar ist (z. B. Institut für Wirkstoffforschung), (GPl)
- Werner soll Generalprojektant für die Planung eines neuen Flughafens Berlin-Schönefeld werden; Projekt wird fallengelassen (L)
- „Großrechner R 300“ für die Bezirke Frankfurt (Oder), Cottbus und Potsdam: Bau und Installation von über 30 Objekten im Wiederverwendungsverfahren (GPL, L)
- Messtechnik (Massi) Werdau: Rundbau-Montage als Versuchsbau in Forschung und Produktion; problemlos realisiert (L)
- Ingenieurschule für Gießereitechnik, war für Werner eine fremde Technologie, kompliziert und interessant; problemlos realisiert (GPl, L)
- Institut für Tierhygiene Eberswalde zur Züchtung „keimfreier Versuchstiere“ im Rahmen des RGW (weiße Mäuse, weiße Kaninchen). Gemäß  8. Parteitag der SED wurde Investition eingestellt, obwohl bereits alle eingeschossigen Funktionsgebäude und zwei Institutsgebäude fertiggestellt (Investruine), (A+AK, GPl, L)
- Diverse Umbaumaßnahmen: HU Berlin: mathematisch-naturwissenschaftliche Fakultäten; Universität Leipzig: Internatsgebäude / Messehotel, Mensa / Messegaststätte; Universität Rostock: Medizinische Fakultät, Uni-Kliniken (A+AK, GPl, L)
- Ferienkomplex Binz/Rügen, geplant achtgeschossiges Bettenhaus senkrecht zum Strand, V-artige Balkone zur See; nicht genehmigt.
- Regierungssanatorium in Bad Saarow, hatte Größenordnung erreicht, die nicht realisiert werden konnte. Hinzu kamen Investitionen für Regierungskrankenhaus (Anerkennung der DDR, Diplomatisches Korps) und Stasi-Krankenhaus Berlin-Buch. Die Investition wurde ausgesetzt (GPl, L)
- Berliner Dom: Beseitigung von Kriegsschäden, Außensanierung einschl. Kuppel und Auswechseln nicht tragfähiger Gründungspfähle. Vorplanung: 82 Mio. Mark. Positive Verhandlungen über kirchliche DM-Beteiligung. Die DDR erhielt ca. 42 Mio. DM (West), aber übersah dabei, dass der Westpreis das ca. 2,8-fache des Ostpreises war.  Die Kirchenvertreter West stimmten daher sofort zu, preiswerter ging es nicht. Ein Großteil dieses Westgeldes floss jedoch in polnische Steinmetzarbeiten und in schlesischen Sandstein. (L)
- Betriebs- und Verwaltungskomplex Storkower Straße 32 in Berlin: eine Folgeinvestition vom Bau „Palast der Republik“. Das Marstallgebäude musste geräumt und die dortigen Ämter ausgelagert werden. Vorhaben läuft einwandfrei. (GPl, L)
- Hundestationen zur Rauschgiftbekämpfung an Grenzübergängen und Flughäfen (A+AK, GPl, L)

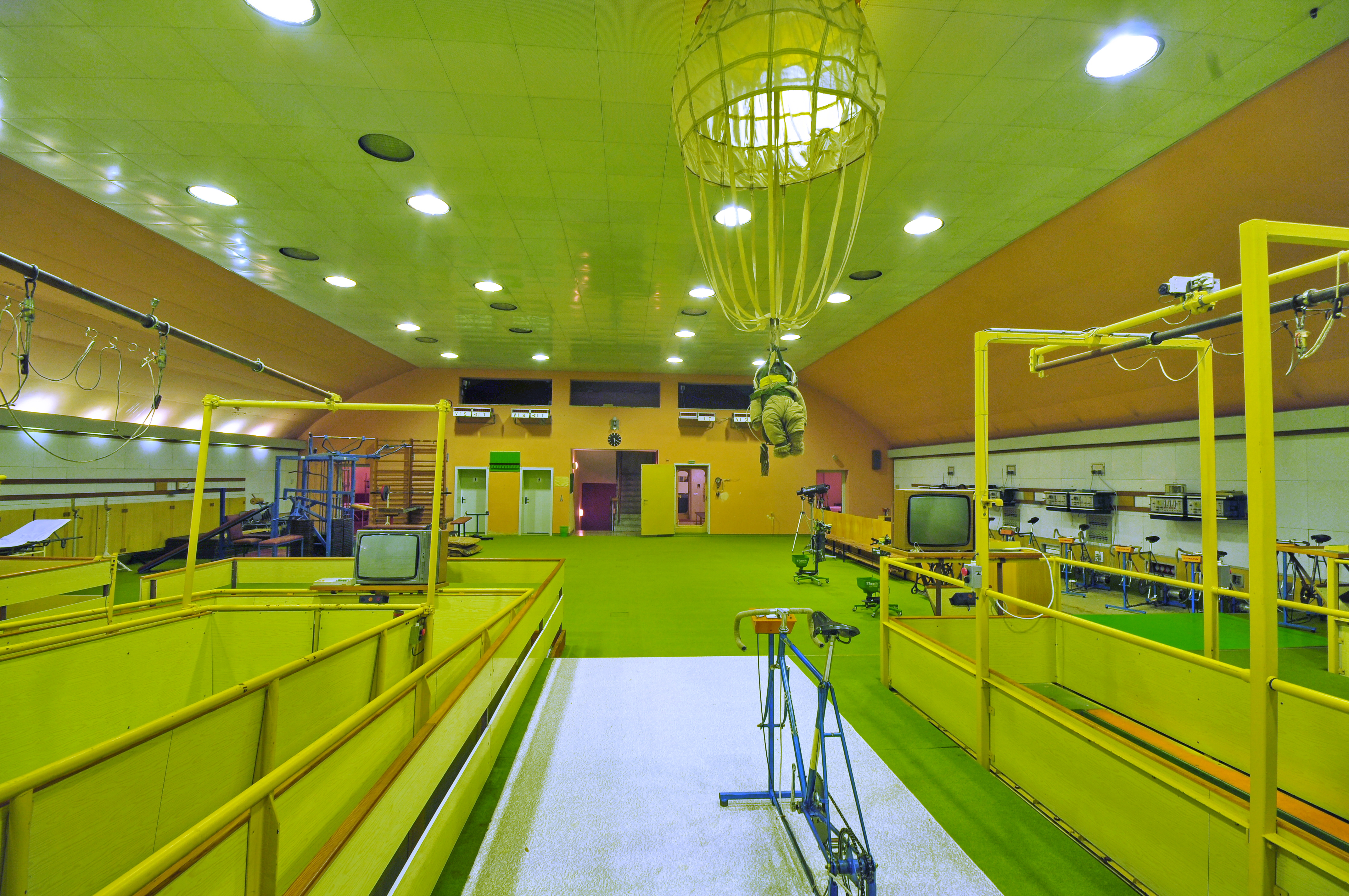
Unterdruckkammer Kienbaum, großer Trainingsraum

- 1977/79 Spezielle Sportstätte für die Olympiade 1980 in Moskau: in Auswertung der Olympiade von 1976 in Mexiko-Stadt (2000 m Höhe) wurde eine thermokonstante Halle für Laufbänder, Kraftsportarten, Kanubecken usw. als Trainingszentrum für 3000 m Höhe in Kienbaum östlich von Berlin unter strenger Geheimhaltung errichtet. Die Projektverantwortlichkeit für das gesamte Bauvorhaben wurde an Claus-Peter Werner übertragen – vom Rodungsprojekt bis zur Schlüsselübergabe (M, A+AK, GPl, L). Die Olympiade verlief für die DDR mit großem Erfolg: 2. Platz in der Gesamtwertung (die USA und die BRD nahmen aus politischen Gründen nicht teil). 1981 wird der Technische Leiter des Betriebes mit dem „Nationalpreis“ für dieses Vorhaben ausgezeichnet. Anschließend (1980/81) arbeitete Werner an einem umfangreichen Forschungsauftrag für „multivalente / thermokonstant nutzbare Sporthallen“; einer der interessantesten Entwürfe war ein kugelförmiger Baukörper, vorgedacht für die Olympiade 1988 oder 1992. Nach der deutschen Wiedervereinigung ist durch Erweiterung der Bauten von 1979 das Bundesleistungszentrum Kienbaum entstanden, das 2017 in „Olympisches und Paralympisches Trainingszentrum für Deutschland“ umbenannt wurde. Die jährliche Besucherzahl liegt über 60.000, in vorolympischen Jahren über 70.000, darunter nahezu die Hälfte des deutschen Olympiakaders. Museal erhalten ist die auf Claus-Peter Werner zurückgehende Unterdruckkammer zur Simulierung von Höhentrainingsbedingungen.

### Freiberufliche Tätigkeit seit 1990
Der DDR-Betrieb von Werner trat im Frühjahr 1990 in Verhandlungen mit einem schwäbischen Privatunternehmen zwecks Übernahme. Werner schied aus dem Betrieb aus, und er erhielt die Zulassung sowie Baubevollmächtigung als freiberuflicher Architekt für das Land Berlin und das Land Brandenburg. Werner arbeitete mit ehemaligen Kollegen zusammen, insbesondere wendete man sich denkmalpflegerischen Aufgaben zu:
- „Pfarrhaus Bartholomäus“ Berlin: Um- und Ausbau des 1., 2. und Dachgeschosses (A+AK, GPl, L)
- „Dorfkirche Ahrensfelde“: Rekonstruktions- und Sanierungsmaßnahmen einschließlich der Sanierung der Kirchhofmauer (A+AK, GPl, L)
- „Gemeindezentrum Ahrensfelde“: Diverse Vorplanungen für eine Errichtung
- „Dorfkirche Mehrow“: Rekonstruktions- und Sanierungsmaßnahmen einschl. Sanierung der Kirchhofmauer (A+AK, GPl, L)

Claus-Peter Werner war über 60 Jahre in seinem Beruf als Architekt schöpferisch tätig.

## Auszeichnungen (Auswahl)
- Schinkel-Medaille in Bronze und in Silber
- Titel „Oberingenieur“
- Aktivist, 4-fach
- Aufbau-Medaille VDR Korea
- Staatsbanner VDR Korea
- Banner der Arbeit II. Klasse.